# Coupe du monde de hockey sur glace
Ne doit pas être confondu avec Championnat du monde de hockey sur glace.
La coupe du monde de hockey sur glace est la compétition de hockey sur glace qui a succédé à la Coupe Canada. Les pays participant à la compétition sont les équipes nationales classées dans les six premières places du classement IIHF. La coupe du monde de hockey ne doit pas être confondue avec le championnat du monde, un tournoi annuel disputé depuis 1920. La coupe du monde de hockey est organisée par la Ligue nationale de hockey (LNH) et non par la Fédération internationale de hockey sur glace (IIHF), les matchs se jouent donc selon les règles de la LNH.

## Statistiques

### Classement par édition
| Année | Lieu(x) de la finale  | Vainqueur  | Finaliste | Meilleur joueur    |
| ----- | --------------------- | ---------- | --------- | ------------------ |
| 1996  | Philadelphie Montréal | États-Unis | Canada    | Michael Richter    |
| 2004  | Toronto               | Canada     | Finlande  | Vincent Lecavalier |
| 2016  | Toronto               | Canada     | Europe    | Sidney Crosby      |

### Statistiques par nation
| Allemagne                           | 6 | 1 | 0 | 0 | 0 | 5 | 0 | 0 | 15 | 30 | 2  | 0 | 2 | 2  | 6  |
| Sélection nord-américaine (-24 ans) | 3 | 1 | 1 | 0 | 0 | 1 | 0 | 0 | 11 | 8  | -  | - | - | -  | -  |
| Canada                              | 9 | 8 | 0 | 0 | 0 | 1 | 0 | 0 | 37 | 16 | 11 | 9 | 2 | 37 | 26 |
| États-Unis                          | 9 | 4 | 0 | 0 | 0 | 5 | 0 | 0 | 29 | 25 | 6  | 4 | 2 | 24 | 15 |
| Sélection européenne                | 3 | 1 | 1 | 0 | 0 | 1 | 0 | 0 | 7  | 6  | 3  | 1 | 2 | 5  | 7  |
| Finlande                            | 9 | 4 | 0 | 0 | 1 | 4 | 0 | 0 | 29 | 24 | 4  | 2 | 2 | 6  | 10 |
| Tchéquie                            | 9 | 2 | 0 | 0 | 0 | 6 | 1 | 0 | 20 | 39 | 2  | 1 | 1 | 9  | 5  |
| Russie                              | 9 | 5 | 0 | 0 | 0 | 4 | 0 | 0 | 29 | 25 | 4  | 1 | 3 | 13 | 15 |
| Slovaquie                           | 6 | 0 | 0 | 0 | 0 | 6 | 0 | 0 | 13 | 31 | -  | - | - | -  | -  |
| Suède                               | 9 | 7 | 0 | 0 | 1 | 0 | 1 | 0 | 34 | 17 | 3  | 0 | 3 | 5  | 12 |

## Différentes éditions

### 1996
Première édition de la Coupe du monde, elle a réuni les équipes suivantes :
- États-Unis
- Canada
- Tchéquie
- Finlande
- Allemagne
- Russie
- Slovaquie
- Suède

Les équipes étaient divisées en deux poules, la division « Amérique du Nord » (États-Unis, Canada, Slovaquie et Russie) et la division Europe (République tchèque, Finlande, Allemagne et Suède).
Canadiens et Américains se sont retrouvés en finale et les Américains ont remporté la Coupe en trois matchs. Avec 11 points, Brett Hull est le meilleur pointeur du tournoi.

### 2004
En 2004, ce sont encore une fois les mêmes huit équipes qui jouent pour la Coupe et les mêmes groupes sont constitués.
Les Finlandais sont opposés aux Canadiens pour cette nouvelle finale qui se joue en un seul match. Joseph Sakic, Scott Niedermayer et Shane Doan inscrivent les 3 buts pour le Canada contre un but de Riku Hahl et un autre de Tuomo Ruutu pour la Finlande. Fredrik Modin, joueur suédois, est le meilleur pointeur du tournoi avec 8 points.

### 2016
Pour cette édition, six équipes reviennent :
- États-Unis
- Canada
- Tchéquie
- Finlande
- Russie
- Suède

Les équipes d'Allemagne et de Slovaquie rejoignent l'équipe d'Europe en compagnie de douze autres pays européens. La dernière équipe est composée des Nord-Américains de moins de 24 ans.